# 影法師 (百田尚樹)
『影法師』（かげぼうし）は、百田尚樹による日本の時代小説。著者初の時代小説である。

## ストーリー
時は江戸時代の茅島藩（架空な藩）の下士の家に生まれ、幼い日に目の前で父親を切り捨てられた勘一（後の名倉彰蔵）と 中士の家の次男に生まれ、剣も才も人並み外れて優れた磯貝彦四郎。2人は親友となった。しかし、後に、彦四郎の不遇の死を知った彰蔵は、その死の真相を追う。

## 登場人物
戸田勘一（名倉彰蔵）
- 主人公。茅島藩の筆頭国家老。

磯貝彦四郎
- 勘一の竹馬の友。文武両道で将来を期待されていた。

みね
- 磯貝家の下女。彦四郎の勧めで勘一の妻になる。

富樫九郎右衛門
- 彰蔵に仕える若党。彰蔵の命を受けて、彦四郎の足取りを追う。新陰流の免許を持っている。

戸田千兵衛
- 勘一の父。足が不自由。子どもたちを守るために非業の死を遂げる。

戸田千江
- 勘一の妹。

恵海
- 正臨寺の住職。足軽の家出身であり、勘一の剣の第二の師。いつも勘一のことを見守った。

堀越市右衛門
- 勘一、彦四郎らが通った堀越道場の主。

五郎次
- 竹籤細工職人。虫籠を作っている。 勘一に虫籠の作り方を教えた。 百姓の出で生まれつき足が不自由。

明石兵部
- 勘一が通った明石塾の塾長。

丸尾双兵衛
- 勘一の父・千兵衛の幼馴染。 千兵衛の死後、戸田家を支援し続けたが若くして病死する。

中村信左（庄左衛門）
- 中士で勘一の友の一人。 後に、勘定方書役として大坂勤めに。

葛原（堀越）虎之丞
- 勘一の友の一人。 中士の家の生まれだか嫡男ではなく家督を継げぬ運命だったが、堀越市右衛門の養子となり、その跡を継いだ。

滝本主税
- 藩主家の流れを汲む茅島藩の名門出身で家老。

島貫玄庵
- 元奥宮藩士で滝本主税に仕えていた。